# راه‌پیمایی فیل‌ها

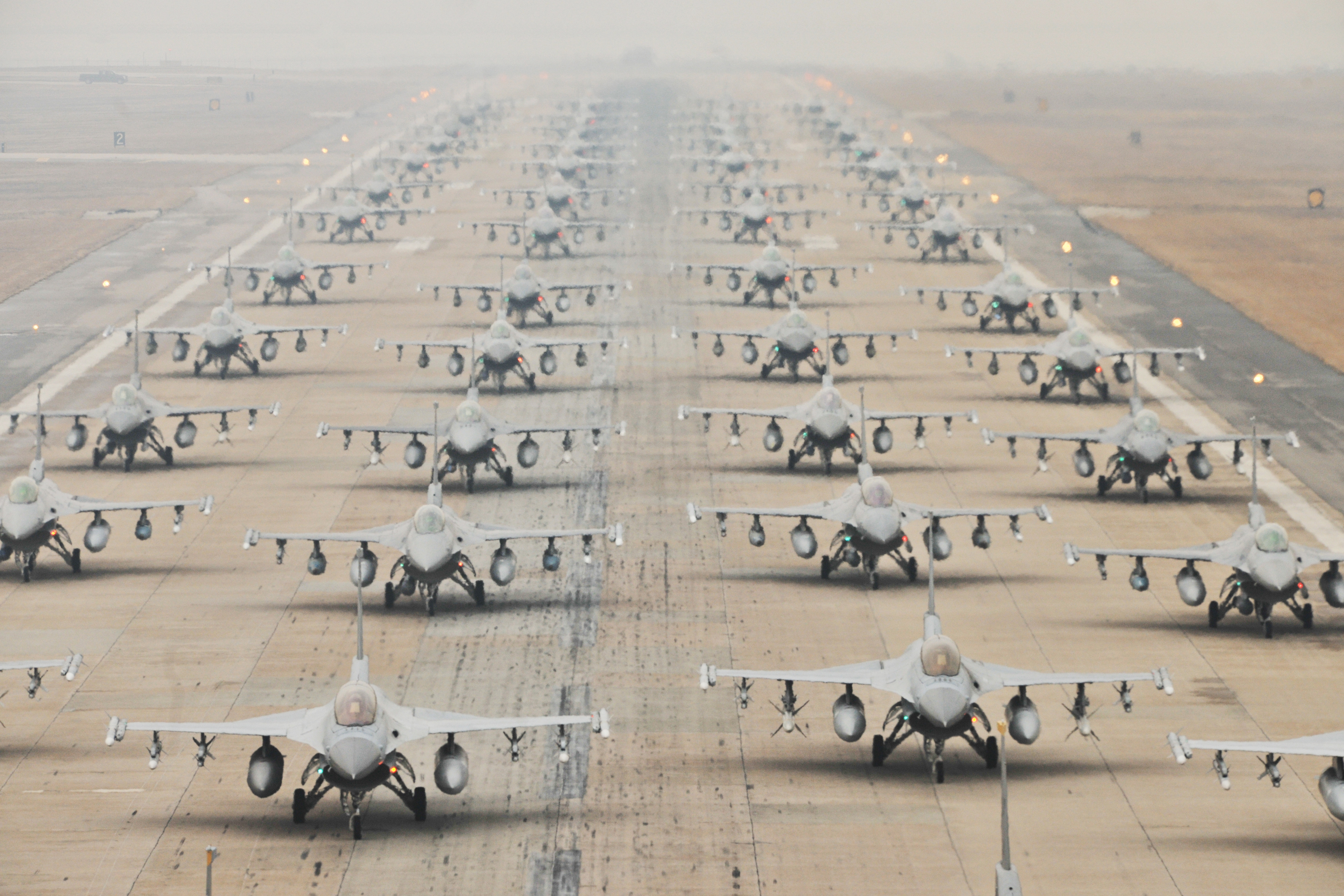
راهپیمایی فیل‌ها بر روی تارمک

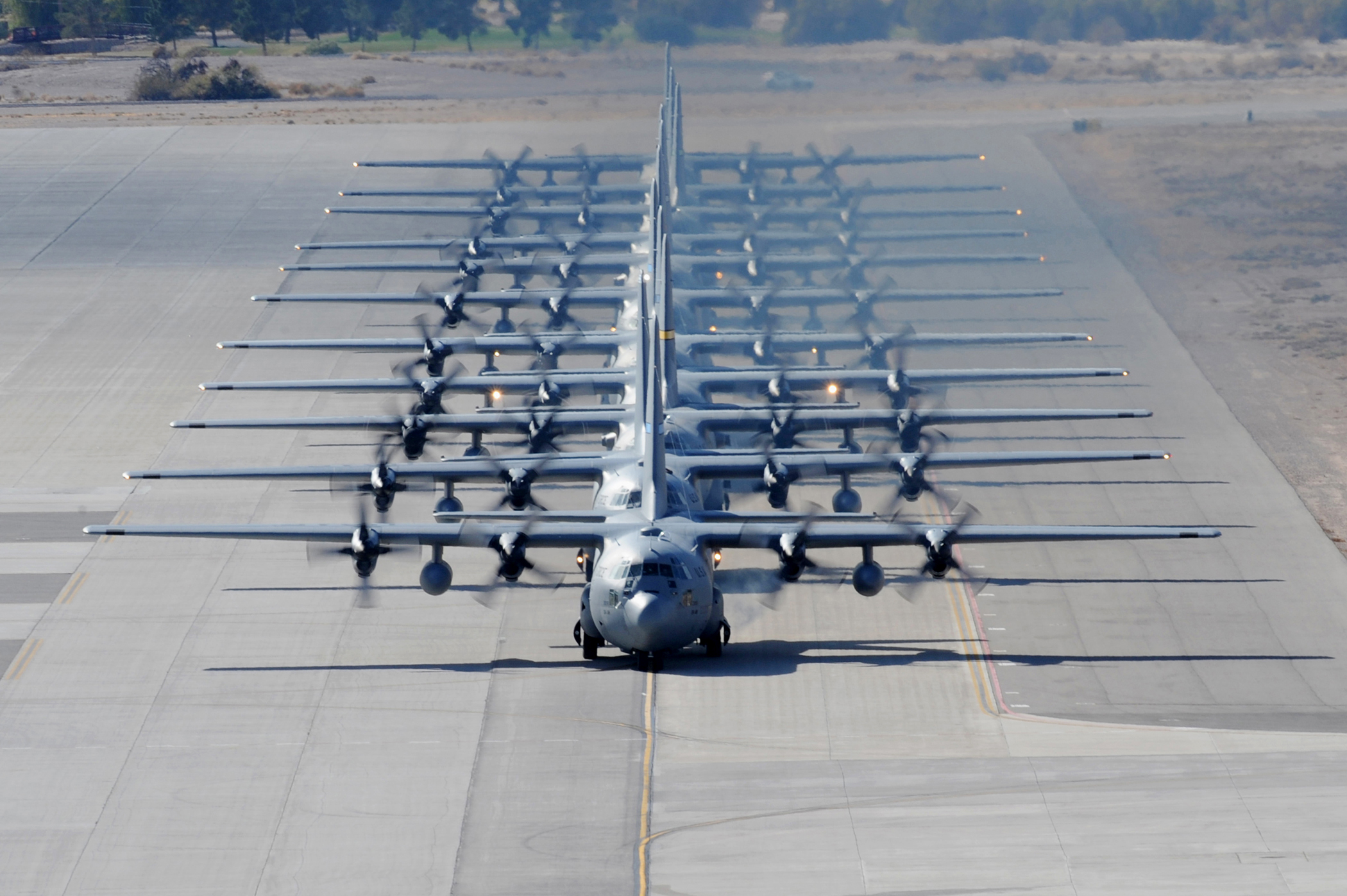
راه‌پیمایی فیل‌ها با هفت سی-۱۳۰ هرکولس

راهپیمایی فیل‌ها (انگلیسی: Elephant walk) اصطلاحی است مربوط به نیروی هوایی ایالات متحده آمریکا که به حرکت آهسته هواپیماهای نظامی درست پیش از برخاست از باند و هنگامی که هواپیماها آرایشی نزدیک به‌هم دارند، اشاره دارد.این آرایش با حداقل فاصله مورد نیاز برای برخاستن هواپیماها متناسب است.

## خاستگاه
ایجاد اصطلاح راهپیمایی فیل‌ها به جنگ جهانی دوم برمی‌گردد که طی آن ناوگان بزرگ بمب‌افکن‌های متفقین در مأموریت‌هایی با حضور ۱۰۰۰ هواپیما شرکت می‌کردند. شاهدان این رویدادها چنین عنوان کرده‌اند که حرکت این حجم عظیم از هواپیما که برای برخاست آماده می‌شدند و آرایشی دماغه‌به‌دم داشتند، مانند راهپیمایی فیل‌هایی که در حال رفتن به برکه بعدی هستند، به‌نظر می‌رسید. در طول زمان، این اصطلاح به واژه‌های مورد استفاده در نیروی هوایی ایالات متحده آمریکا راه‌یافت تا برای نشان‌دادن «حداکثر موج یورش» استفاده شود.
از مزایای راهپیمایی فیل‌ها می‌توان به موارد زیر اشاره کرد:
- برای حملات ناگهانی و در حجم زیاد و زمان کم از این روش برای غافلگیری دشمن استفاده می‌شود.
- در مواقع جنگی برای تخلیه بسیار سریع اردوگاه‌ها و یا فرودگاه‌ها از این روش استفاده می‌شود.
- برای نشان دادن توانایی واحدها و همچنین سنجش توانایی کار گروهی نیز از این روش بهره می‌برند.

## یادداشت
1. ↑  nose-to-tail